# Classements de la saison 2023 de NCAA (football américain)
Trois sondages relatifs à la saison 2023 de Division 1 FBS (Football Bowl Subdivision) de football américain universitaire sont reconnus par la NCAA même si de nombreux autres sondages sont publiés dans divers médias.
Contrairement à la plupart des autres sports, l'organe directeur de la NCAA ne décerne pas un titre de champion national au terme de la saison régulière. Ce titre est décerné par une ou plusieurs agences de sondages (les polls) ce qui explique que par le passé plusieurs équipes différentes pouvaient être déclarées championnes d'une même saison. 
Deux des principaux organismes de sondage, l'AP Poll et le Coaches'Poll, commencent à publier leurs classements avant le début de la saison et le font ensuite après chaque semaine de compétition.
Depuis la saison 2014, un 3e classement est réalisé à partir de la mi-saison (après la 8e semaine de compétition) : le College Football Playoff (CFP). 
La saison régulière est suivie d'un système de playoffs regroupant quatre équipes. Il remplace l'ancien système du BCS Bowl Championship Series. Après la dernière semaine de saison régulière, le comité du CFP dévoile le classement final de la Div. 1 du FBS. Ce dernier classement détermine les quatre équipes qui participent aux playoffs lesquels se terminent par la grande finale nationale du mois de janvier. Il désigne également les équipes qui participent aux 4 autres bowls majeurs n'accueillant pas les demi-finales du CFP.

## Légende
|       |  | Monte dans le classement                                                    |
|       |  | Descend dans le classement                                                  |
|       |  | Même classement que le w-e précédent                                        |
|       |  | Sélectionné pour le College Football Playoff                                |
|       |  | Champion National                                                           |
| (#–#) |  | Matchs (Gagné-Perdu)                                                        |
| ≈     |  | A égalité avec l'équipe possédant le même symbole (du dessus ou du dessous) |

## Classements CFP
Le classement du College Football Playoff est publié pour la première fois de la saison le novembre 2023 au terme de la 10e semaine et le classement final du CFP sera publié début janvier 2024, déterminant les quatre finalistes qui participeront au tour final pour le titre de champion NCAA de football américain 2023.
| C.F.P.                 | Semaine 9 30 Oct.      | Semaine 10 7 Nov.                    | Semaine 11 14 Nov.   | Semaine 12 21 Nov.                           | Semaine 13 28 Nov.   | Semaine 15 (Final) 3 Déc.28 Nov. | Saison 2023 |
| ---------------------- | ---------------------- | ------------------------------------ | -------------------- | -------------------------------------------- | -------------------- | -------------------------------- | ----------- |
| 1                      | Ohio State (8–0)       | Ohio State (9–0)                     | Georgia (10–0)       | Georgia (11–0)                               | Georgia (12–0)       | Michigan (13–0)                  | 1           |
| 2                      | Georgia (8–0)          | Georgia (9–0)                        | Ohio State (10–0)    | Ohio State (11–0)                            | Michigan (12–0)      | Washington (13–0)                | 2           |
| 3                      | Michigan (8–0)         | Michigan (9–0)                       | Michigan (10–0)      | Michigan (11–0)                              | Washington (12–0)    | Texas (12–1)                     | 3           |
| 4                      | Florida State (8–0)    | Florida State (9–0)                  | Florida State (10–0) | Washington (11–0)                            | Florida State (12–0) | Alabama (12–1)                   | 4           |
| 5                      | Washington (8–0)       | Washington (9–0)                     | Washington (10–0)    | Florida State (11–0)                         | Oregon (11–1)        | Florida State (13–0)             | 5           |
| 6                      | Oregon (7–1)           | Oregon (8–1)                         | Oregon (9–1)         | Oregon (10–1)                                | Ohio State (11–1)    | Georgia (12–1)                   | 6           |
| 7                      | Texas (7–1)            | Texas (8–1)                          | Texas (9–1)          | Texas (10–1)                                 | Texas (11–1)         | Ohio State (11–1)                | 7           |
| 8                      | Alabama (7–1)          | Alabama (8–1)                        | Alabama (9–1)        | Alabama (10–1)                               | Alabama (11–1)       | Oregon (11–2)                    | 8           |
| 9                      | Oklahoma (7–1)         | Ole Miss (8–1)                       | Missouri (8–2)       | Missouri (9–2)                               | Missouri (10–2)      | Missouri (10–2)                  | 9           |
| 10                     | Ole Miss (7–1)         | Penn State (8–1)                     | Louisville (9–1)     | Louisville (10–1)                            | Penn State (10–2)    | Penn State (10–2)                | 10          |
| 11                     | Penn State (7–1)       | Louisville (8–1)                     | Oregon State (8–2)   | Penn State (9–2)                             | Ole Miss (10–2)      | Ole Miss (10–2)                  | 11          |
| 12                     | Missouri (7–1)         | Oregon State (7–2)                   | Penn State (8–2)     | Ole Miss (9–2)                               | Oklahoma (10–2)      | Oklahoma (10–2)                  | 12          |
| 13                     | Louisville (7–1)       | Tennessee (7–2)                      | Ole Miss (8–2)       | Oklahoma (9–2)                               | LSU (9–3)            | LSU (9–3)                        | 13          |
| 14                     | LSU (6–2)              | Missouri (7–2)                       | Oklahoma (8–2)       | LSU (8–3)                                    | Louisville (10–2)    | Arizona (9–3)                    | 14          |
| 15                     | Notre Dame (7–2)       | Oklahoma State (7–2)                 | LSU (7–3)            | Arizona (8–3)                                | Arizona (9–3)        | Louisville (10–3)                | 15          |
| 16                     | Oregon State (6–2)     | Kansas (7–2)                         | Iowa (8–2)           | Oregon State (8–3)                           | Iowa (10–2)          | Notre Dame (9–3)                 | 16          |
| 17                     | Tennessee (6–2)        | Oklahoma (7–2)                       | Arizona (7–3)        | Iowa (9–2)                                   | Notre Dame (9–3)     | Iowa (10–3)                      | 17          |
| 18                     | Utah (6–2)             | Utah (7–2)                           | Tennessee (7–3)      | Notre Dame (8–3)                             | Oklahoma State (9-3) | NC State (9–3)                   | 18          |
| 19                     | UCLA (6–2)             | LSU (6–3)                            | Notre Dame (7–3)     | Kansas State (8–3)                           | NC State (9–3)       | Oregon State (8–4)               | 19          |
| 20                     | USC (7–2)              | Notre Dame (7–3)                     | North Carolina (8–2) | Oklahoma State (8-3)                         | Oregon State (8–4)   | Oklahoma State (9–4)             | 20          |
| 21                     | Kansas (6–2)           | Arizona (6–3)                        | Kansas State (7–3)   | Tennessee (7–4)                              | Tennessee (8–4)      | Tennessee (8–4)                  | 21          |
| 22                     | Oklahoma State (6–2)   | Iowa (7–2)                           | Utah (7–3)           | NC State (8–3)                               | Tulane (11–1)        | Clemson (8–4)                    | 22          |
| 23                     | Kansas State (6–2)     | Tulane (8–1)                         | Oklahoma State (7–3) | Tulane (10–1)                                | Clemson (8–4)        | Liberty (13–0)                   | 23          |
| 24                     | Tulane (7–1)           | North Carolina (7–2)                 | Tulane (9–1)         | Clemson (7–4)                                | Liberty (12–0)       | SMU (11–2)                       | 24          |
| 25                     | Air Force (8–0)        | Kansas State (6–3)                   | Kansas (7–3)         | Liberty (11–0)                               | Kansas State (8–4)   | Kansas State (8–4)               | 25          |
|                        | Semaine 9 31 Oct.      | Semaine 10 7 Nov.                    | Semaine 11 14 Nov.   | Semaine 12 21 Nov                            | Semaine 13 28 Nov.   | Semaine 15 (Final) 3 Déc.        | Saison 2023 |
| Sortis du classement : | Sortis du classement : | UCLA (6–3) USC (7–3) Air Force (8–1) | -                    | North Carolina (8–3) Utah (7–4) Kansas (7–4) | -                    | Tulane (11–2)                    | Saison 2023 |

## Classements AP Poll
| A.P.                   | Présaison 14 août      | Sem. 1 5 Sept.          | Sem. 2 10 Sept.                                            | Sem. 3 17 Sept.         | Sem. 4 24 Sept.                      | Sem. 5 1er Oct.            | Sem. 6 8 Oct.                          | Sem. 7 15 Oct.                                                      | Sem. 8 22 Oct.          | Sem. 9 29 Oct.                  | Sem. 10 5 Nov.                                          | Sem. 11 12 Nov.       | Sem. 12 19 Nov.                 | Sem. 13 26 Nov.                    | Sem. 14 3 Déc.         | Ap. Bowls 9 Jan.                                      | Saison 2023 |
| 1                      | Georgia (60)           | Georgia (1–0) (58)      | Georgia (2–0) (55)                                         | Georgia (3–0) (57)      | Georgia (4–0) (55)                   | Georgia (5–0) (35)         | Georgia (6–0) (50)                     | Georgia (7–0) (43)                                                  | Georgia (7–0) (38)      | Georgia (8–0) (48)              | Georgia (9–0) (49)                                      | Georgia (10–0) (54)   | Georgia (11–0) (61)             | Georgia (12–0) (52)                | Michigan (13–0) (51)   | Michigan (15–0) (61)                                  | 1           |
| 2                      | Michigan (2)           | Michigan (1–0) (2)      | Michigan (2–0) (2)                                         | Michigan (3–0) (2)      | Michigan (4–0) (1)                   | Michigan (5–0) (12)        | Michigan (6–0) (11)                    | Michigan (7–0) (16)                                                 | Michigan (8–0) (19)     | Michigan (8–0) (9)              | Michigan (9–0) (9)                                      | Michigan (10–0) (7)   | Ohio State (11–0) (1)           | Michigan (12–0) (10)               | Washington (13–0) (11) | Washington (14–1)                                     | 2           |
| 3                      | Ohio State (1)         | Alabama (1–0)           | Florida State (2–0) (3)                                    | Texas (3–0) (3)         | Texas (4–0) (2)                      | Texas (5–0) (10)           | Ohio State (5–0) (1)                   | Ohio State (6–0) (1)                                                | Ohio State (7–0) (3)    | Ohio State (8–0) (3)            | Ohio State (9–0) (3)                                    | Ohio State (10–0) (1) | Michigan (11–0)                 | Washington (12–0)                  | Texas (12–1)           | Texas (12–2)                                          | 3           |
| 4                      | Alabama                | Florida State (1–0) (3) | Texas (2–0) (2)                                            | Florida State (3–0) (1) | Ohio State (4–0) (1)                 | Ohio State (4–0) (1)       | Florida State (5–0) (1)                | Florida State (6–0) (1)                                             | Florida State (7–0) (3) | Florida State (8–0) (3)         | Florida State (9–0) (2)                                 | Florida State (10–0)  | Washington (11–0)               | Florida State (12–0)               | Florida State (13–0)   | Georgia (13–1)                                        | 4           |
| 5                      | LSU                    | Ohio State (1–0)        | USC (3–0)                                                  | USC (3–0)               | Florida State (4–0) (3)              | Florida State (4–0) (4)    | Oklahoma (6–0)                         | Washington (6–0) (2)                                                | Washington (7–0)        | Washington (8–0)                | Washington (9–0)                                        | Washington (10–0)     | Florida State (11–0)            | Oregon (11–1)                      | Alabama (12–1)         | Alabama (12–2)                                        | 5           |
| 6                      | USC                    | USC (2–0)               | Ohio State (2–0)                                           | Ohio State (3–0)        | Penn State (4–0)                     | Penn State (5–0)           | Penn State (5–0)                       | Oklahoma (6–0)                                                      | Oklahoma (7–0)          | Oregon (7–1)                    | Oregon (8–1)                                            | Oregon (9–1)          | Oregon (10–1)                   | Ohio State (11–1)                  | Georgia (12–1)         | Oregon (12–2) Florida State (13–1)                    | 6           |
| 7                      | Penn State             | Penn State (1–0)        | Penn State (2–0)                                           | Penn State (3–0)        | Washington (4–0) (1)                 | Washington (5–0)           | Washington (5–0)                       | Penn State (6–0)                                                    | Texas (6–1)             | Texas (7–1)                     | Texas (8–1)                                             | Texas (9–1)           | Texas (10–1)                    | Texas (11–1)                       | Ohio State (11–1)      | Oregon (12–2) Florida State (13–1)                    | 7           |
| 8                      | Florida State          | Washington (1–0)        | Washington (2–0)                                           | Washington (3–0)        | USC (4–0)                            | Oregon (5–0)               | Oregon (5–0)                           | Texas (5–1)                                                         | Oregon (6–1)            | Alabama (7–1)                   | Alabama (8–1)                                           | Alabama (9–1)         | Alabama (10–1)                  | Alabama (11–1)                     | Oregon (11–2)          | Missouri (11–2)                                       | 8           |
| 9                      | Clemson                | Tennessee (1–0)         | Notre Dame (3–0)                                           | Notre Dame (4–0)        | Oregon (4–0)                         | USC (5–0)                  | Texas (5–1)                            | Oregon (5–1)                                                        | Alabama (7–1)           | Penn State (7–1)                | Penn State (8–1)                                        | Louisville (9–1)      | Louisville (10–1)               | Missouri (10–2)                    | Missouri (10–2)        | Ole Miss (11–2)                                       | 9           |
| 10                     | Washington             | Notre Dame (2–0)        | Alabama (1–1)                                              | Oregon (3–0)            | Utah (4–0)                           | Notre Dame (5–1)           | USC (6–0)                              | North Carolina (6–0)                                                | Penn State (6–1)        | Oklahoma (7–1)                  | Ole Miss (8–1)                                          | Oregon State (8–2)    | Missouri (9–2)                  | Penn State (10–2)                  | Penn State (10–2)      | Ohio State (11–2)                                     | 10          |
| 11                     | Texas                  | Texas (1–0)             | Tennessee (2–0)                                            | Utah (3–0)              | Notre Dame (4–1)                     | Alabama (4–1)              | Alabama (5–1)                          | Alabama (6–1)                                                       | Oregon State (6–1)      | Ole Miss (7–1)                  | Louisville (8–1)                                        | Missouri (8–2)        | Penn State (9–2)                | Ole Miss (10–2)                    | Ole Miss (10–2)        | Arizona (10–3)                                        | 11          |
| 12                     | Tennessee              | Utah (1–0)              | Utah (2–0)                                                 | LSU (2–1)               | Alabama (3–1)                        | Oklahoma (5–0)             | North Carolina (5–0)                   | Oregon State (6–1)                                                  | Ole Miss (6–1)          | Notre Dame (7–2)                | Oregon State (7–2)                                      | Penn State (8–2)      | Ole Miss (9–2)                  | Oklahoma (10–2)                    | Oklahoma (10–2)        | LSU (10–3)                                            | 12          |
| 13                     | Notre Dame             | Oregon (1–0)            | Oregon (2–0)                                               | Alabama (2–1)           | LSU (3–1)                            | Washington State (4–0)     | Ole Miss (5–1)                         | Ole Miss (5–1)                                                      | Utah (6–1)              | LSU (6–2)                       | Utah (7–2)                                              | Ole Miss (8–2)        | Oklahoma (9–2)                  | LSU (9–3)                          | LSU (9–3)              | Penn State (10–3)                                     | 13          |
| 14                     | Utah                   | LSU (0–1)               | LSU (1–1)                                                  | Oregon State (3–0)      | Oklahoma (4–0)                       | North Carolina (4–0)       | Louisville (6–0)                       | Utah (5–1)                                                          | Notre Dame (6–2)        | Missouri (7–1)                  | Tennessee (7–2)                                         | Oklahoma (8–2)        | LSU (8–3)                       | Arizona (9–3)                      | Arizona (9–3)          | Notre Dame (10–3)                                     | 14          |
| 15                     | Oregon                 | Kansas State (1–0)      | Kansas State (2–0)                                         | Ole Miss (3–0)          | North Carolina (4–0)                 | Oregon State (4–1)         | Oregon State (5–1)                     | Notre Dame (6–2)                                                    | LSU (6–2)               | Louisville (7–1)                | Oklahoma State (7–2)                                    | LSU (7–3)             | Oregon State (8–3)              | Louisville (10–2)                  | Notre Dame (9–3)       | Oklahoma (10–3)                                       | 15          |
| 16                     | Kansas State           | Oregon State (1–0)      | Oregon State (2–0)                                         | Oklahoma (3–0)          | Washington State (3–0)               | Ole Miss (4–1)             | Utah (4–1)                             | Duke (5–1)                                                          | Missouri (7–1)          | Oregon State (6–2)              | Missouri (7–2)                                          | Utah (7–3)            | Arizona (8–3)                   | Notre Dame (9–3)                   | Louisville (10–3)      | Oklahoma State (10–4)                                 | 16          |
| 17                     | TCU                    | North Carolina (1–0)    | Ole Miss (2–0)                                             | North Carolina (3–0)    | Duke (4–0)                           | Miami (FL) (4–0)           | Duke (4–1)                             | Tennessee (5–1)                                                     | North Carolina (6–1)    | Air Force (8–0)                 | Oklahoma (7–2)                                          | Tulane (9–1)          | Notre Dame (8–3)                | Tulane (11–1)                      | SMU (11–2)             | Tennessee (9–4)                                       | 17          |
| 18                     | Oregon State           | Oklahoma (1–0)          | Colorado (2–0)                                             | Duke (3–0)              | Miami (FL) (4–0)                     | Utah (4–1)                 | UCLA (4–1)                             | USC (6–1)                                                           | Louisville (6–1)        | Utah (6–2)                      | LSU (6–3)                                               | James Madison (10–0)  | Tulane (10–1)                   | Iowa (10–2)                        | Liberty (13–0)         | Kansas State (9–4)                                    | 18          |
| 19                     | Wisconsin              | Wisconsin (1–0)         | Oklahoma (2–0)                                             | Colorado (3–0)          | Oregon State (3–1)                   | Duke (4–1)                 | Washington State (4–1) Tennessee (4–1) | LSU (5–2)                                                           | Air Force (7–0)         | Tennessee (6–2)                 | Kansas (7–2)                                            | Arizona (7–3)         | Kansas State (8–3)              | Oklahoma State (9–3)               | NC State (9–3)         | Louisville (10–4)                                     | 19          |
| 20                     | Oklahoma               | Ole Miss (1–0)          | North Carolina (2–0)                                       | Miami (FL) (3–0)        | Ole Miss (3–1)                       | Kentucky (5–0)             | Washington State (4–1) Tennessee (4–1) | Missouri (6–1)                                                      | Duke (5–2)              | UCLA (6–2)                      | Tulane (8–1)                                            | Notre Dame (7–3)      | Iowa (9–2)                      | Liberty (12–0)                     | Iowa (10–3)            | Clemson (9–4)                                         | 20          |
| 21                     | North Carolina         | Duke (1–0)              | Duke (2–0)                                                 | Washington State (3–0)  | Tennessee (3–1)                      | Missouri (5–0)             | Notre Dame (5–2)                       | Louisville (6–1)                                                    | Tennessee (5–2)         | Tulane (7–1)                    | James Madison (9–0)                                     | Tennessee (7–3)       | Oklahoma State (8–3)            | NC State (9–3) Oregon State (8–4)  | Oregon State (8–4)     | NC State (9–4)                                        | 21          |
| 22                     | Ole Miss               | Colorado (1–0)          | Miami (FL) (2–0)                                           | UCLA (3–0)              | Florida (3–1)                        | Tennessee (4–1)            | LSU (4–2)                              | Air Force (6–0)                                                     | Tulane (6–1)            | Kansas (6–2)                    | Notre Dame (7–3)                                        | North Carolina (8–2)  | Liberty (11–0)                  | NC State (9–3) Oregon State (8–4)  | Oklahoma State (9–)3   | SMU (11–3)                                            | 22          |
| 23                     | Texas A&M              | Texas A&M (1–0)         | Washington State (2–0)                                     | Tennessee (2–1)         | Missouri (4–0)                       | LSU (3–2)                  | Kansas (5–1)                           | Tulane (5–1)                                                        | UCLA (5–2)              | James Madison (8–0)             | Arizona (6–3)                                           | Kansas State (7–3)    | Toledo (10–1)                   | Toledo (11–1)                      | Tulane (11–2)          | Kansas (9–4)                                          | 23          |
| 24                     | Tulane                 | Tulane (1–0)            | UCLA (2–0)                                                 | Iowa (3–0)              | Kansas (4–0)                         | Fresno State (5–0)         | Kentucky (5–1)                         | Iowa (6–1)                                                          | USC (6–2)               | USC (7–2)                       | North Carolina (7–2)                                    | Oklahoma State (7–3)  | James Madison (10–1)            | James Madison (11–1)               | James Madison (11–1)   | Iowa (10–4)                                           | 24          |
| 25                     | Iowa                   | Clemson (0–1)           | Iowa (2–0)                                                 | Florida (2–1)           | Fresno State (4–0)                   | Louisville (5–0)           | Miami (FL) (4–1)                       | UCLA (4–2)                                                          | James Madison (7–0)     | Kansas State (6–2)              | Liberty (9–0)                                           | Liberty (10–0)        | Tennessee (7–4)                 | SMU (10–2)                         | Tennessee (8–4)        | Liberty (13–1)                                        | 25          |
| A.P.                   | Présaison 14 août      | Sem. 1 5 Sept.          | Sem. 2 10 Sept.                                            | Sem. 3 17 Sept.         | Sem. 4 24 Sept.                      | Sem. 5 1er Oct.            | Sem. 6 8 Oct.                          | Sem. 7 15 Oct.                                                      | Sem. 8 22 Oct.          | Sem. 9 29 Oct.                  | Sem. 10 5 Nov.                                          | Sem. 11 12 Nov.       | Sem. 12 19 Nov.                 | Sem. 13 26 Nov.                    | Sem. 14 3 Déc.         | Ap. Bowls 9 Jan.                                      | Saison 2023 |
| Sortis du classement : | Sortis du classement : | TCU (0–1) Iowa (1–0)    | Wisconsin (1–1) Texas A&M (1–1) Tulane (1–1) Clemson (1–1) | Kansas State (2–1)      | Colorado (3–1) UCLA (3–1) Iowa (3–1) | Florida (3–2) Kansas (4–1) | Missouri (5–1) Fresno State (5–1)      | Washington State (4–2) Kansas (5–2) Kentucky (5–2) Miami (FL) (4–2) | Iowa (6–2)              | North Carolina (6–2) Duke (5–3) | Air Force (8–1) UCLA (6–3) USC (7–3) Kansas State (6–3) | Kansas (7–3)          | Utah (7–4) North Carolina (8–3) | Kansas State (8–4) Tennessee (8–4) | Toledo (11–2)          | Oregon State (8–5) Tulane (11–3) James Madison (11–2) | Saison 2023 |

## Classements Coaches Poll
| Coaches                | Présaison 7 août       | Sem. 1 5 Sept.             | Sem. 2 10 Sept.                              | Sem. 3 17 Sept.        | Sem. 4 24 Sept.                                    | Sem. 5 1er Oct.                               | Sem. 6 8 Oct.                       | Sem. 7 15 Oct.                                     | Sem. 8 22 Oct.       | Sem. 9 29 Oct.       | Sem. 10 5 Nov.                       | Sem. 11 12 Nov.                 | Sem. 12 19 Nov.                                      | Sem. 13 26 Nov.      | Sem. 14 3 Déc.                  | Ap. Bowls 9 Jan.                                                     | Saison 2023 |
| ---------------------- | ---------------------- | -------------------------- | -------------------------------------------- | ---------------------- | -------------------------------------------------- | --------------------------------------------- | ----------------------------------- | -------------------------------------------------- | -------------------- | -------------------- | ------------------------------------ | ------------------------------- | ---------------------------------------------------- | -------------------- | ------------------------------- | -------------------------------------------------------------------- | ----------- |
| 1                      | Georgia (61)           | Georgia (1–0) (63)         | Georgia (2–0) (64)                           | Georgia (3–0) (62)     | Georgia (4–0) (61)                                 | Georgia (5–0) (59)                            | Georgia (6–0) (61)                  | Georgia (7–0) (58)                                 | Georgia (7–0) (58)   | Georgia (8–0) (58)   | Georgia (9–0) (55)                   | Georgia (10–0) (58)             | Georgia (11–0) (61)                                  | Georgia (12–0) (59)  | Michigan (12–0) (51)            | Michigan (15–0) (63)                                                 | 1           |
| 2                      | Michigan               | Michigan (1–0) (1)         | Michigan (2–0) (2)                           | Michigan (3–0) (1)     | Michigan (4–0)                                     | Michigan (5–0) (1)                            | Michigan (6–0)                      | Michigan (7–0) (4)                                 | Michigan (8–0) (4)   | Michigan (8–0) (3)   | Michigan (9–0) (4)                   | Michigan (10–0) (3)             | Ohio State (11–0) (1)                                | Michigan (12–0) (4)  | Washington (12–0) (8)           | Washington (14–1)                                                    | 2           |
| 3                      | Alabama (4)            | Alabama (1–0) (2)          | Florida State (2–0)                          | Florida State (3–0)    | Ohio State (4–0) (2)                               | Ohio State (4–0) (2)                          | Ohio State (5–0) (2)                | Ohio State (6–0) (1)                               | Ohio State (7–0) (2) | Ohio State (8–0) (3) | Ohio State (9–0) (5)                 | Ohio State (10–0) (3)           | Michigan (11–0) (1)                                  | Washington (12–0)    | Florida State (13–0)            | Georgia (13–1)                                                       | 3           |
| 4                      | Ohio State (1)         | Ohio State (1–0)           | Ohio State (2–0)                             | Ohio State (3–0) (1)   | Florida State (4–0)                                | Texas (5–0) (1)                               | Florida State (5–0)                 | Florida State (6–0)                                | Florida State (7–0)  | Florida State (8–0)  | Florida State (9–0)                  | Florida State (10–0)            | Florida State (11–0)                                 | Florida State (12–0) | Texas (12–1) Alabama (12–1) (3) | Texas (12–2)                                                         | 4           |
| 5                      | LSU                    | Florida State (1–0)        | USC (3–0)                                    | USC (3–0)              | Texas (4–0)                                        | Florida State (4–0)                           | Penn State (5–0)                    | Washington (6–0)                                   | Washington (7–0)     | Washington (8–0)     | Washington (9–0)                     | Washington (10–0)               | Washington (11–0)                                    | Oregon (11–1)        | Texas (12–1) Alabama (12–1) (3) | Alabama (12–2)                                                       | 5           |
| 6                      | USC                    | USC (2–0)                  | Texas (2–0)                                  | Texas (3–0)            | USC (4–0)                                          | Penn State (5–0)                              | Washington (5–0) (1)                | Penn State (6–0)                                   | Oklahoma (7–0)       | Texas (7–1)          | Oregon (8–1)                         | Oregon (9–1)                    | Oregon (10–1)                                        | Ohio State (11–1)    | Georgia (12–1)                  | Florida State (13–1)                                                 | 6           |
| 7                      | Penn State             | Penn State (1–0)           | Penn State (2–0)                             | Penn State (3–0)       | Penn State (4–0)                                   | USC (5–0)                                     | Oklahoma (6–0)                      | Oklahoma (6–0)                                     | Texas (6–1)          | Oregon (7–1)         | Texas (8–1)                          | Texas (9–1)                     | Texas (10–1)                                         | Texas (11–1)         | Ohio State (11–1)               | Oregon (12–2)                                                        | 7           |
| 8                      | Florida State          | Washington (1–0)           | Washington (2–0)                             | Washington (3–0)       | Washington (4–0) (1)                               | Washington (5–0) (1)                          | Oregon (5–0)                        | Texas (5–1) Alabama (6–1)                          | Alabama (7–1)        | Alabama (7–1)        | Alabama (8–1)                        | Alabama (9–1)                   | Alabama (10–1)                                       | Alabama (11–1)       | Oregon (11–2)                   | Missouri (11–2)                                                      | 8           |
| 9                      | Clemson                | Tennessee (1–0)            | Tennessee (2–0)                              | Notre Dame (4–0)       | Oregon (4–0)                                       | Oregon (5–0)                                  | USC (6–0)                           | Texas (5–1) Alabama (6–1)                          | Oregon (6–1)         | Penn State (7–1)     | Penn State (8–1)                     | Louisville (9–1)                | Louisville (10–1)                                    | Missouri (10–2)      | Missouri (10–2)                 | Ole Miss (11–2)                                                      | 9           |
| 10                     | Tennessee              | Texas (1–0)                | Alabama (1–1)                                | Utah (3–0)             | Utah (4–0)                                         | Alabama (4–1)                                 | Alabama (5–1)                       | North Carolina (6–0)                               | Penn State (6–1)     | Ole Miss (7–1)       | Ole Miss (8–1)                       | Oregon State (8–2)              | Missouri (9–2)                                       | Penn State (10–2)    | Penn State (10–2)               | Ohio State (11–2)                                                    | 10          |
| 11                     | Washington             | Notre Dame (2–0)           | Notre Dame (3–0)                             | Oregon (3–0)           | Alabama (3–1)                                      | Notre Dame (5–1)                              | Texas (5–1)                         | Oregon (5–1)                                       | Ole Miss (6–1)       | Oklahoma (7–1)       | Louisville (8–1)                     | Missouri (8–2)                  | Penn State (9–2)                                     | Ole Miss (10–2)      | Ole Miss (10–2)                 | Arizona (10–3)                                                       | 11          |
| 12                     | Texas                  | Utah (1–0)                 | Utah (2–0)                                   | Alabama (2–1)          | LSU (3–1)                                          | Oklahoma (5–0)                                | North Carolina (5–0)                | Ole Miss (5–1)                                     | Oregon State (6–1)   | Notre Dame (7–2)     | Tennessee (7–2)                      | Penn State (8–2)                | Ole Miss (9–2)                                       | Oklahoma (10–2)      | Oklahoma (10–2)                 | LSU (10–3)                                                           | 12          |
| 13                     | Notre Dame             | Colorado (3–0)             | Oregon (2–0)                                 | LSU (2–1)              | Notre Dame (4–1)                                   | North Carolina (4–0)                          | Ole Miss (5–1)                      | Oregon State (6–1)                                 | Utah (6–1)           | LSU (6–2)            | Oregon State (7–2)                   | Oklahoma (8–2)                  | Oklahoma (9–2)                                       | LSU (10–2)           | LSU (9–3)                       | Penn State (10–3)                                                    | 13          |
| 14                     | Utah                   | LSU (01–1)                 | LSU (1–1)                                    | Oklahoma (3–0)         | Oklahoma (4–0)                                     | Washington State (4–0)                        | Oregon State (5–1)                  | Utah (5–1)                                         | Notre Dame (6–2)     | Missouri (7–1)       | Utah (7–2)                           | Ole Miss (8–2)                  | LSU (8–3)                                            | Louisville (10–2)    | Arizona (9–3)                   | Notre Dame (10–3)                                                    | 14          |
| 15                     | Oregon                 | Kansas State (1–0)         | Kansas State (2–0)                           | Oregon State (3–0)     | North Carolina (4–0)                               | Ole Miss (4–1)                                | Louisville (6–0)                    | Tennessee (5–1)                                    | LSU (6–2)            | Louisville (7–1)     | Missouri (7–2)                       | LSU (7–3)                       | Oregon State (8–3)                                   | Arizona (9–3)        | Louisville (10–3)               | Oklahoma (10–3)                                                      | 15          |
| 16                     | TCU                    | North Carolina (1–0)       | Oklahoma (2–0)                               | Ole Miss (3–0)         | Duke (4–0)                                         | Oregon State (4–1)                            | Utah (4–1)                          | USC (6–1)                                          | Missouri (7–1)       | Tennessee (6–2)      | Oklahoma (7–2)                       | Utah (7–3)                      | Arizona (8–3)                                        | Notre Dame (9–3)     | Notre Dame (9–3)                | Oklahoma State (10–4)                                                | 16          |
| 17                     | Kansas State           | Oklahoma (1–0)             | Oregon State (2–0)                           | North Caolina (3–0)    | Washington State (4–0)                             | Miami (FL) (4–0)                              | Tennessee (4–1)                     | Duke (5–1)                                         | North Carolina (6–1) | Air Force (8–0)      | Oklahoma State (7–2)                 | Tulane (9–1)                    | Notre Dame (8–3)                                     | Iowa (10–2)          | Iowa (10–3)                     | Tennessee (9–4)                                                      | 17          |
| 18                     | Oregon State           | Oregon State (1–0)         | North Carolina (2–0)                         | Duke (3–0)             | Miami (FL) (4–0)                                   | Tennessee (4–1)                               | Duke (4–1)                          | Notre Dame (6–2)                                   | Louisville (6–1)     | Utah (6–2)           | Kansas (7–2)                         | Notre Dame (7–3)                | Tulane (10–1)                                        | Tulane (11–1)        | NC State (9–3)                  | Louisville (10–4)                                                    | 18          |
| 19                     | Oklahoma               | Wisconsin (1–0)            | Ole Miss (2–0)                               | Colorado (3–0)         | Tennessee (3–1)                                    | Utah (4–1)                                    | Washington State (4–1)              | LSU (5–2)                                          | Air Force (7–0)      | Oregon State (6–2)   | LSU (6–3)                            | Tennessee (7–3)                 | Iowa (9–2)                                           | Oklahoma State (9–3) | SMU (11–2)                      | Kansas State (9–4)                                                   | 19          |
| 20                     | North Carolina         | Ole Miss (1–0)             | Duke (2–0)                                   | Tennessee (2–1)        | Ole Miss (3–1)                                     | Kentucky (5–0)                                | LSU (4–2)                           | Missouri (6–1)                                     | Tennessee (5–2)      | UCLA (6–2)           | Tulane (8–1)                         | North Carolina (8–2)            | Kansas State (8–3)                                   | NC State (9–3)       | Liberty (13–0)                  | Clemson (9–4)                                                        | 20          |
| 21                     | Wisconsin              | Clemson (0–1)              | Colorado (2–0)                               | Miami (FL) (3–0)       | Oregon State (3–1)                                 | Duke (4–1)                                    | Notre Dame (5–2)                    | Louisville (6–1)                                   | Duke (5–2)           | Tulane (7–1)         | James Madison (9–0)                  | James Madison (10–0)            | Oklahoma State (8–3)                                 | Oregon State (8–4)   | Oklahoma State (9–4)            | NC State (9–4)                                                       | 21          |
| 22                     | Ole Miss               | Tulane (1–0)               | Clemson (1–1)                                | Iowa (3–0)             | Missouri (4–0)                                     | Missouri (5–0)                                | UCLA (4–1)                          | Air Force (6–0)                                    | USC (6–2)            | USC (7–2)            | Notre Dame (7–3)                     | Arizona (7–3)                   | Liberty (11–0)                                       | Liberty (12–0)       | Oregon State (8–4)              | Iowa (10–4)                                                          | 22          |
| 23                     | Tulane                 | Texas A&M (1–0)            | Miami (FL) (2–0)                             | Clemson (2–1)          | Florida (3–0)                                      | LSU (3–2)                                     | Kentucky (5–1)                      | Iowa (6–1)                                         | Tulane (6–1)         | Kansas (6–2)         | North Carolina (7–2)                 | Iowa (8–2)                      | Tennessee (7–4)                                      | Tennessee (8–4)      | Tennessee (8–4)                 | Kansas (9–4)                                                         | 23          |
| 24                     | Texas Tech             | Duke (1–0)                 | Iowa (2–0)                                   | Washington State (3–0) | Kansas (4–0)                                       | Fresno State (5–0)                            | Kansas (5–1)                        | Tulane (5–1)                                       | UCLA (5–2)           | James Madison (8–0)  | Arizona (6–3)                        | Kansas State (7–3)              | NC State (8–3)                                       | SMU (10–2)           | Tulane (11–2)                   | SMU (11–3)                                                           | 24          |
| 25                     | Texas A&M              | Colorado (1–0)             | UCLA (2–0)                                   | UCLA (3–0)             | Kansas State (3–1)                                 | Louisville (5–0)                              | Missouri (5–1)                      | UCLA (4–2)                                         | James Madison (7–0)  | North Carolina (6–2) | Fresno State (8–1)                   | Oklahoma State (7–3)            | SMU (9–2)                                            | James Madison (11–1) | James Madison (11–1)            | West Virginia (9–4)                                                  | 25          |
| Coaches                | Présaison 7 août       | Sem. 1 5 Sept.             | Sem. 2 10 Sept.                              | Sem. 3 17 Sept.        | Sem. 4 24 Sept.                                    | Sem. 5 1er Oct.                               | Sem. 6 8 Oct.                       | Sem. 7 15 Oct.                                     | Sem. 8 22 Oct.       | Sem. 9 29 Oct.       | Sem. 10 5 Nov.                       | Sem. 11 12 Nov.                 | Sem. 12 19 Nov.                                      | Sem. 13 26 Nov.      | Sem. 14 3 Déc.                  | Ap. Bowls 9 Jan.                                                     | Saison 2023 |
| Sortis du classement : | Sortis du classement : | TCU (0–1) Texas Tech (0–1) | Wisconsin (1–1) Tulane (1–1) Texas A&M (1–1) | Kansas State (2–1)     | Colorado (3–1) Iowa (3–1) Clemson (2–2) UCLA (3–1) | Florida (3–2) Kansas (4–1) Kansas State (3–1) | Miami (FL) (4–1) Fresno State (5–1) | Washington State (4–2) Kentucky (5–2) Kansas (5–2) | Iowa (6–2)           | Duke (5–3)           | Air Force (8–1) UCLA (6–3) USC (7–3) | Kansas (7–3) Fresno State (8–2) | Utah (7–4) North Carolina (8–3) James Madison (10–1) | Kansas State (8–4)   | -                               | Liberty (13–1) Oregon State (8–5) Tulane (11–3) James Madison (11–2) | Saison 2023 |